# Aneuclis tarbagataica
Aneuclis tarbagataica là một loài tò vò trong họ Ichneumonidae.